# 眠れぬ夜は君のせい
「眠れぬ夜は君のせい」（ねむれぬよるはきみのせい）は、MISIAの10枚目のシングル。2002年8月8日発売。発売元はRhythmedia Tribe。

## 解説
レコード会社移籍第2弾シングル。前作から約半年振りのリリースとなった。
初回限定盤は帯がジャケットのイラストと連動した初回限定仕様パッケージ。
表題曲は、同年3月頃から本人出演のキリン「RAKUDA」のCMソングとしてオンエアされていた。本作の発売に合わせ、フジテレビ系ドラマ『恋愛偏差値』の主題歌にも起用された。
発売1週目のオリコンシングルチャートで「Everything」以来、自身2作目の1位を獲得した。

## 収録曲
- 全作詞：MISIA

1. 眠れぬ夜は君のせい [5:24]
作曲・編曲：松原憲
  - キリン「RAKUDA」CMソング
  - フジテレビ系ドラマ『恋愛偏差値』主題歌
2. Shining Star [5:23]
作曲・編曲：佐々木潤
3. 眠れぬ夜は君のせい (Instrumental) [5:23]